# Xã Beulah, Quận Cass, Minnesota
Xã Beulah (tiếng Anh: Beulah Township) là một xã thuộc quận Cass, tiểu bang Minnesota, Hoa Kỳ. Năm 2010, dân số của xã này là 64 người.